# Komórki G
Komórki G – komórki endokrynne przewodu pokarmowego typu otwartego (łatwy kontakt ze światłem jelita) wydzielające gastrynę i w niewielkich ilościach wazoaktywny peptyd jelitowy i peptyd YY.
Gastryna jest z nich uwalniana pod wpływem między innymi peptydów, aminokwasów (fenyloalaniny i tryptofanu) i amin dostarczanych w pokarmie. Białko pochodzące z mięsa lepiej stymuluje uwalnianie gastryny niż to pochodzące z soi. Karmienie rzekome, rozciąganie ścian żołądka, tłuszcz i glukoza słabo stymulują uwalnianie gastryny.
U dorosłych zwierząt komórki te są zlokalizowane w błonie śluzowej odźwiernika (gdzie wytwarzają G-17) i dwunastnicy (gdzie wytwarzają (G-34). W odźwierniku, gdzie są najliczniejsze, mogą stanowić 1% komórek nabłonka. U młodych występują na większym odcinku przewodu pokarmowego. Jako komórki endokrynne przewodu pokarmowego należą do APUD.